# 帕斯夸尔·奥尔蒂斯·鲁维奥
帕斯夸尔·奥尔蒂斯·鲁维奥（西班牙語：Pascual Ortiz Rubio，西班牙語發音：[pasˈkwal oɾˈtis ˈruβjo]；1877年3月10日—1963年11月4日）是墨西哥政治人物，革命制度黨成員，1930年至1932年擔任墨西哥總統。